# گاربایوئلا
گاربایوئلا (به اسپانیایی: Garbayuela) یک شهرستان در اسپانیا است که در استان باداخس واقع شده‌است.